# Pietro Garlato
Pietro Garlato (* 10. Januar 1928 in Udine; † 29. April 2013 in Tivoli) war ein italienischer Geistlicher und Bischof von Tivoli.

## Leben
Pietro Garlato empfing am 1. Juli 1951 die Priesterweihe für das Bistum Concordia. Er war Generalsekretär des Vikariats Rom und von 1985 bis 1988 Delegat der Päpstlichen Zentralkommission für die religiöse Kunst in Italien.
Papst Johannes Paul II. ernannte ihn am 2. April 1986 zum Bischof von Palestrina. Der Kardinalvikar Ugo Poletti spendete ihm am 19. April desselben Jahres die Bischofsweihe; Mitkonsekratoren waren Ennio Appignanesi, Weiherzbischof in Rom, und Plinio Pascoli, Weihbischof in Rom.
Am 30. Dezember 1991 wurde er zum Bischof von Tivoli ernannt. Er wurde 1994 zum Präsidenten des Nationalen Rates der Italienischen Bischofskonferenz (CEI) für das Erbe der Kirche ernannt.
Am 5. Juli 2003 nahm Papst Johannes Paul II. seinen altersbedingten Rücktritt an.